# Renate Thomas
Renate Thomas (* 24. April 1953 in Oberhausen) ist eine deutsche Klassische Archäologin.

## Leben
Renate Thomas studierte Klassische Archäologie, Kunstgeschichte und Soziologie. 1979 wurde sie an der Universität zu Köln bei Hans Georg Niemeyer promoviert. Thema der Dissertation war „Athletenstatuetten der Spätarchaik und des Strengen Stils“. Im selben Jahr wurde sie Mitarbeiterin am Römisch-Germanischen Museum der Stadt Köln. Seit 1995 leitete Thomas die wissenschaftliche Redaktion des Museums. 1989 organisierte sie das „4. Internationale Kolloquium zur römischen Wandmalerei“. Außerdem war sie Gründungsmitglied und bis 1995 Mitglied des Vorstandes der „Association Internationale pour la Peinture Murale Antique“. 1999 war die Archäologin Organisatorin des „14. Internationalen Kongresses für Antike Bronzen“ in Köln.
Ihre universitäre Karriere begann 1982 mit einem Lehrauftrag am Archäologischen Institut der Universität zu Köln. Thomas habilitierte sich 1992 mit der Arbeit „Die Dekorationssysteme der römischen Wandmalerei in Italien und in den Provinzen von augusteischer bis in trajanische Zeit. Untersuchungen zur stilistischen Entwicklung“ in Köln. Dort wurde sie 1998 zur außerplanmäßigen Professorin ernannt. Eine Gastprofessur führte sie 2006 an das Institut Català d’Arqueologia Clàssica in Tarragona.
Seit 1975 ist Thomas mit dem Klassischen Archäologen Eberhard Thomas verheiratet. 1995 wurde sie mit dem Köln-Preis Sonderpreis für das Buch „Römische Wandmalerei in Köln“ ausgezeichnet.

## Schriften (Auswahl)
- Athletenstatuetten der Spätarchaik und des strengen Stils (= Archaeologica Band 18). Giorgio Bretschneider, Rom 1981, ISBN 88-85007-46-5.
- Griechische Bronzestatuetten. Wissenschaftliche Buchgesellschaft, Darmstadt 1992, ISBN 3-534-10906-6.
- Römische Wandmalerei in Köln (= Kölner Forschungen Band 6). Philipp von Zabern, Mainz 1993, ISBN 3-8053-1351-9.
- Die Dekorationssysteme der römischen Wandmalerei von augusteischer bis in trajanische Zeit. Philipp von Zabern, Mainz 1995, ISBN 3-8053-1732-8.
- Eine postume Statuette Ptolemaios' IV. und ihr historischer Kontext. Zur Götterangleichung hellenistischer Herrscher (= Trierer Winckelmannsprogramme Heft 18). Philipp von Zabern, Mainz 2002, ISBN 3-8053-3078-2.
- Römische Wandmalerei im Südvicus von Sorviodurum/Straubing (= Jahresbericht des historischen Vereins für Straubing und Umgebung Sonderband 5). Historischer Verein für Straubing und Umgebung, Straubing 2014, ISBN 978-3-9816840-0-1.